# Phrynomantis
Phrynomantis Peters, 1867 è un genere di anfibi anuri della famiglia Microhylidae, unico genere della sottofamiglia Phrynomerinae.

## Distribuzione
Le specie di questo genere si trovano nell'Africa subsahariana.

## Tassonomia
Comprende le seguenti 5 specie:
- Phrynomantis affinis Boulenger, 1901
- Phrynomantis annectens Werner, 1910
- Phrynomantis bifasciatus (Smith, 1847)
- Phrynomantis microps Peters, 1875
- Phrynomantis somalicus (Scortecci, 1941)